# キ111 (航空機)
キ111は、第二次世界大戦中に日本陸軍が日本国際航空工業（日国）に試作を内示した輸送機。

## 概要
戦争後期、南方戦線のシーレーンに対し、アメリカ軍の潜水艦作戦が実施され、日本側の対潜能力が低かったことから海上輸送は非常に困難なものとなった。1944年（昭和19年）9月、陸軍航空技術研究所は木製燃料輸送機を用いて南方から燃料を輸送することを計画した。開発は日国が行うことになり、当初は三菱「ハ214」エンジン装備、全備重量27,000 kgの新造機が計画されていたが、戦局が速やかに悪化したことから本機の試作は立ち消えとなった。結果、輸送用滑空機ク8IIIの機体を参考とする別案が採用された。1945年（昭和20年）度に100機の量産が予定されていたが、さらなる戦局の悪化によってク8IIIの完成に至らず、本機も実機は製作されなかった。
ク8III改良案はク8IIIの胴体部分を基礎に用いているが、寸法はより大型化されていた。構造は双発低翼単葉である。セロファンを用いた燃料タンクには、最大3,000 kgの燃料が積載可能だった。

## 諸元
- 全幅：35.60 m
- 全長：24.00 m
- 全高：-
- 主翼面積：126.0 m2
- 自重：11,500 kg
- 全備重量：24,000 kg
- エンジン：三菱 ハ211 空冷複列星型18気筒（離昇2,200 hp） × 2
- 最大速度：423km/h（高度5,000m、推算値）
- 航続距離：12,500 km
- 乗員：3名[2]